# Jeanne de Kent
Pour les articles homonymes, voir Jeanne d'Angleterre.
Titres
Duchesse d'Aquitaine
19 juillet 1362 – 6 octobre 1372
(10 ans, 2 mois et 17 jours)
Princesse de Galles
10 octobre 1361 – 8 juin 1376
(14 ans, 7 mois et 29 jours)
Comtesse de Kent et baronne Wake de Liddell
26 décembre 1352 – 7 août 1385
(32 ans, 7 mois et 12 jours)
Reine de Man et comtesse de Salisbury
30 janvier 1344 – 13 novembre 1349
(5 ans, 9 mois et 14 jours)
Jeanne Plantagenêt, dite la jolie fille du Kent, née le 29 septembre 1326 ou 1327 et morte le 8 août 1385 au château de Wallingford, est une princesse anglaise,  suo jure comtesse de Kent et baronne Wake de Liddell. Fille d'Edmond de Woodstock, comte de Kent, et de Marguerite Wake, elle est la première princesse de Galles en tant qu'épouse d'Édouard de Woodstock, fils et héritier du roi d'Angleterre Édouard III.
Bien que le chroniqueur Jean Froissart la désigne comme « la plus belle femme du royaume d'Angleterre, et la plus aimable », l'appellation « jolie fille du Kent » ne semble pas contemporaine (pas plus que celle désignant son époux, « le Prince Noir »). Jeanne prend les titres de comtesse de Kent et baronne Wake de Liddel après le décès en 1352 de son frère, Jean Plantagenêt.

## Lignage
Fille du comte Edmond de Woodstock (1301-1330), comte de Kent et de Marguerite Wake, Jeanne est la petite-fille du roi Édouard Ier d'Angleterre et de sa seconde épouse, Marguerite de France, fille de Philippe III de France.
Le soutien qu'Edmond apporte à son demi-frère, le roi Édouard II d'Angleterre, le met en conflit direct avec la reine Isabelle et son amant, le comte de March Roger Mortimer. Edmond est exécuté peu après la déposition d'Édouard II, et Marguerite Wake est emprisonnée au château d'Arundel, en compagnie de ses enfants dont Jeanne qui n'a alors que deux ans.

## Les premières années
La veuve du comte se retrouve seule avec quatre enfants. Son cousin germain, le nouveau roi Édouard III et son épouse la reine Philippa, connue pour sa bonté, prennent en charge la famille. La jeune Jeanne grandit ainsi à la Cour où elle se lie d'amitié avec ses petits-cousins les princes royaux, dont l'héritier de la couronne, Édouard de Woodstock.

## Mariages
En 1340, à douze ans, Jeanne épouse secrètement Thomas Holland, issu de la Maison des barons Holland dans le Lancashire, mais sans auparavant avoir demandé l'accord du roi, nécessaire pour des unions de si haut rang. L'hiver suivant (1340 ou 1341), tandis que Thomas a pris la mer, sa famille force Jeanne à épouser Guillaume de Montaigu, fils et héritier de Guillaume de Montaigu, comte de Salisbury, descendant d'une très vieille famille normande. Jeanne reconnaîtra plus tard ne pas avoir avoué son premier mariage avec Thomas Holland par crainte que celui-ci ne soit exécuté pour trahison à son retour. Peut-être aussi était-elle convaincue de la nullité de cette union précoce.
Jeanne est souvent identifiée comme la célèbre comtesse de Salisbury qui, selon la légende, inspira le roi Édouard III pour la création de l'Ordre de la Jarretière. Il est possible cependant que cette comtesse fut la belle-mère de Jeanne, Catherine Grandison.
Plusieurs années plus tard, ayant fait fortune, Thomas Holland revient de croisade, et son ancienne union avec Jeanne devient publique. Il en appelle au pape afin de se voir restituer sa femme, et confesse leur mariage secret au roi. Quand le comte de Salisbury découvre que Jeanne soutient la cause de Thomas, il la retient prisonnière dans sa propre maison.
En 1349, le pape Clément VI prononce l'annulation du mariage de Jeanne et de Guillaume de Montaigu, et Jeanne revient à Thomas Holland, avec lequel elle va vivre les onze années qui suivent, jusqu'à la mort de ce dernier en 1360. De cette union, cinq enfants sont connus :
1. Thomas (1350-1397), comte de Kent par héritage du titre de son oncle Jean.
2. Jean (1352-1400), duc d'Exeter
3. Jeanne (1350-1384), mariée à Jean IV de Bretagne (1339–1399).
4. Maud Holland († 1392), mariée en 1363 à Hugues de Courtenay († 1373), puis à Waléran III de Luxembourg (1357-1415), comte de Ligny-en-Barrois et de Saint-Pol
5. Edmund Holland (vers 1354), mort jeune.

À la mort du dernier de ses frères en 1352, Jeanne devient de droit comtesse de Kent et baronne Wake de Liddell.
Marguerite Beaufort, mère du roi Henri VII d'Angleterre, et les reines Anne Neville, Élisabeth d'York, et Catherine Parr comptent parmi les descendants de Jeanne et Thomas Holland.

## Mariage royal
La preuve de l'affection d'Édouard de Woodstock pour sa cousine Jeanne peut être vue dans le présent qu'il lui fait au retour d'une de ses premières campagnes militaires, une coupe d'argent provenant de son propre trésor de guerre. Le roi et la reine ne voient cependant pas d'un œil favorable un mariage entre l'héritier du trône et leur ancienne pupille. La reine a certes fait de Jeanne une de ses favorites à une époque, mais le roi et son épouse semblent désormais assez préoccupés par la réputation de leur cousine. La loi anglaise de l'époque est telle que l'ex-époux de Jeanne, le comte de Salisbury, pourrait revendiquer la paternité de tout enfant des unions postérieures de Jeanne. De plus, Édouard et Jeanne se trouvent placés sous la prohibition du degré de consanguinité.
Un mariage entre les deux cousins, s'il est conclu hâtivement et sans une dispense papale nécessaire, est donc susceptible d'annulation. À la demande du roi, le pape accorde la dispense leur permettant d'être légalement mariés. La cérémonie officielle, célébrée par l'archevêque de Cantorbéry, se déroule le 10 octobre 1361 au château de Windsor, en présence du roi et de la reine.
En 1362, le prince de Galles est créé prince ,(et non pas duc) d'Aquitaine, qui appartient à la couronne d'Angleterre depuis le mariage d'Aliénor d'Aquitaine avec Henri II d'Angleterre. Jeanne et son époux partent pour Bordeaux, capitale de la principauté, où ils vont passer les neuf années suivantes et où vont naître leurs deux fils. L'aîné, prénommé Édouard d'après son grand-père, voit le jour le 27 janvier 1365 mais meurt en 1370 à l'âge de cinq ans.
À peu près à l'époque de la naissance de leur second fils, Richard en 1367, le prince s'engage malheureusement dans une guerre au nom du roi Pierre Ier de Castille. La bataille qui s'ensuit, si elle constitue l'une des plus grandes victoires d'Édouard, tourne cependant court car le roi Pierre meurt peu après et l'argent pour payer les troupes vient à manquer. Dans le même temps, la princesse Jeanne doit lever une autre armée afin de contrer les forces du roi de France qui profitent de l'absence du prince pour ravager l'Aquitaine.

## Princesse douairière de Galles
En 1371, la santé déclinante du prince ne le rend plus capable de remplir ses devoirs de prince d'Aquitaine et l'oblige à retourner en Angleterre, où la peste répand la désolation. En 1372, il tente une dernière campagne afin de sauver les possessions françaises de son père, mais elle avorte. Le 7 juin 1376, le prince de Galles meurt, dans son lit, au palais de Westminster, à l'aube de son quarante-sixième anniversaire. Jeanne lui survit encore neuf ans avant de s'éteindre à son tour le 8 août 1385 à l'âge de cinquante-six ans.